# Creep (pel·lícula de 2014)
Creep és una pel·lícula de terror psicològic de metratge apropiat estatunidenca del 2014 dirigida per Patrick Brice, el seu debut com a director, basat en una història de Brice i Mark Duplass, que tots dos protagonitzen la pel·lícula. Filmat com a metratge apropiat, Brice retrata un videògraf assignat per gravar un client excèntric, interpretat per Duplass. Creep es va inspirar en les experiències de Brice a Craigslist i les pel·lícules My Dinner with Andre, Misery i Atracció fatal. Brice i Duplass van perfeccionar la història de la pel·lícula durant el rodatge, cosa que va donar lloc a múltiples versions de cada escena i diversos escenaris finals alternatius.
La pel·lícula es va estrenar el 8 de març de 2014 a South by Southwest, i es va estrenar en vídeo a la carta el 23 de juny de 2015, per The Orchard abans de un llançament internacional a través de Netflix el 14 de juliol de 2015. Va rebre ressenyes positives de la crítica.
L'èxit de la pel·lícula va generar més tard la franquícia titular, amb una seqüela estrenada el 2017, una tercera pel·lícula potencial en desenvolupament, i un sèrie spin-off titulada The Creep Tapes en postproducció.

## Argument
El videògraf Aaron, amb dificultats, accepta l'encàrrec de viatjar a una cabana remota a Crestline, on coneix el seu client Josef. Josef explica que té un tumor cerebral inoperable i que s'espera que mori abans que la seva dona embarassada Angela doni a llum, així que desitja que l'Aaron enregistri un video-diari per al seu fill no nascut, igual que el protagonista de la pel·lícula  La meva vida. Durant tot el dia, Josef demostra un comportament excèntric que fa que l'Aaron estigui inquiet, que culmina amb que Josef confessa que va violar la seva dona. A mesura que un Aaron, cada cop més pertorbat, es veu impedit de marxar per no poder localitzar les claus del seu cotxe, intercepta una trucada telefònica d'Angela, que revela que en realitat és la germana de Josef i insta a l'Aaron a escapar. En Josef, però, intenta evitar que l'Aaron se'n vagi, donant lloc a una baralla que acaba amb la fugida d'Aaron.
De tornada a casa seva, l'Aaron comença a rebre articles per correu de Josef, inclosa una gravació de Josef cavant una tomba. La policia no pot prendre mesures perquè l'Aaron sap poc sobre Josef, que Aaron s'adona que l'està perseguint. S'envia un DVD final a l'Aaron, on Josef s'ofereix a trobar-se amb ell a plena llum del dia a Lake Gregory per reconciliar-se. L'Aaron accepta l'oferta d'en Josef, però col·loca una càmera sobre ell mateix i posa el seu telèfon per marcar la policia com a precaució. Mentre l'Aaron espera en un banc del parc que arribi en Josef, Josef el mata per darrere amb una destral. Revisant el metratge, Josef es pregunta per què Aaron no es va girar en els moments previs a la seva mort. Conclou que Aaron creia que era una bona persona que no li faria mal i per això, declara que Aaron és la seva víctima preferida.
Josef, que ara es diu Bill, després rep una trucada telefònica del seu objectiu més recent mentre col·loca un DVD de l'assassinat d'Aaron juntament amb les gravacions de les seves víctimes passades.

## Repartiment
- Mark Duplass com a Josef
- Patrick Brice com a Aaron

La parella de la vida real de Duplass, Katie Aselton, fa una aparició sense acreditar com a veu d'Angela.

## Producció
Duplass va dir que la història de la pel·lícula "es va inspirar en drames basats en personatges que són, en el seu cor, a dues mans: My Dinner with Andre, Misery i Atracció fatal ", així com "[la seva] infinitat d'experiències estranyes a Craigslist al llarg dels anys." Originalment Brice i Duplass van començar a treballar a Creep amb el títol de treball Peachfuzz després de la màscara de llop propietat del personatge de Duplass, però va optar per canviar el nom de la pel·lícula ja que la rellevància del títol va arribar més tard a la trama de la pel·lícula i no volien que els espectadors "passessin la primera mitja hora intentant esbrinar per què la pel·lícula es diu Peachfuzz i [no] prestar atenció als detalls molt complexos". Els dos construïren la pel·lícula d'una sèrie de converses que van mantenir entre ells i van decidir perfeccionar Creep mentre estaven filmant, cosa que els va permetre filmar i projectar parts de la pel·lícula per veure què funcionaria o no a la càmera. Com a resultat, la pel·lícula va tenir múltiples escenaris finals alternatius i Duplass va declarar que hi havia "de 10 a 12 permutacions de cada escena".
Sobre el procés creatiu del seu personatge, Josef, Duplass ha explicat: "Ens interessava el perfil psicològic d'aquesta persona molt, molt estranya. Ens interessava molt com coneixes gent i no acabes d'entendre què passa, però comences. Per a nosaltres, això va ser un contacte visual intens, la manca d'espai personal, l'excés de compartir, potser una mica massa d'amor aquí i allà. Però, per a mi, hi ha alguna cosa que no va bé amb aquests dos nois. Profundament. Aquest concepte de "qui és l'idiota en aquest escenari?"

## Estrena
Creep va rebre una estrena mundial al festival de cinema South by Southwest el 8 de març de 2014, i RADiUS-TWC va comprar els drets de la pel·lícula poc després. Els plans per al llançament de vídeo a la carta a l'octubre de 2014 es van modificar, quan RADiUS no va estrenar la pel·lícula. El juny de 2015, The Orchard i Sony Pictures Home Entertainment (l'empresa matriu d'Orchard) van adquirir els drets de distribució de la pel·lícula. La pel·lícula es va estrenar el 23 de juny de 2015, en vídeo sota demanda, abans d'un llançament global a Netflix el 14 de juliol de 2015.

### Mitjans domèstics
Creep es va publicar en DVD el 5 d'abril de 2016, per Sony Pictures Home Entertainment.

## Recepció
Creep va rebre ressenyes positives de la crítica. A Rotten Tomatoes la pel·lícula té una puntuació d'aprovació del 90% basada en 31 ressenyes, amb una puntuació mitjana de 7,30/10. El consens crític afirma: "Una visió intel·ligent i estranya de l'horror del metratge trobat, Creep és prou intel·ligent i ben actuat com per mantenir els espectadors a les vores dels seus seients". A Metacritic, la pel·lícula té una puntuació de 74 sobre 100, basada en 6 crítiques, que indiquen "crítiques generalment favorables".
The Hollywood Reporter i Indiewire li van donar ressenyes positives, i Indiewire va assenyalar que tot i que la pel·lícula tenia els seus defectes, van treballar principalment a favor de Creep. Variety va comentar que Creep "podria haver estat més eficaç si l'actuació de Duplass fos una ombra més ambigua, i el públic tingués l'oportunitat de creure, almenys fugaçment, que Josef podria estar dient la veritat", però que "malgrat el descarat dels motius últims del seu personatge, Duplass té un impacte considerable aprofitant al màxim els girs de la trama esmentats."
Shock Till You Drop va criticar la pel·lícula en general, afirmant que "Creep podria funcionar per a aquells que no digereixen habitualment pel·lícules de terror, però per als fanàtics endurits, aquesta és una pel·lícula que gira les seves rodes amb massa freqüència i se sent com un exercici d'autocomplacència."

## Seqüeles
Poc després de l'estrena de Creep a South by Southwest, Duplass va anunciar que tenia la intenció de filmar una seqüela. Després que RADiUS-TWC comprés els drets de distribució de la pel·lícula,va anunciar, a més, que tenia previst crear una trilogia. A l'agost de 2014, Duplass va declarar a més que ell i Brice planejaven filmar la segona pel·lícula "Creep" al final de l'any en què s'anunciaria el repartiment de la pel·lícula durant aquest temps, i que la trilogia s'acabaria el 2015. Tanamteix, el febrer de 2015, Duplass va comentar que ni ell ni Brice havien pogut començar a filmar Creep 2 a causa de a problemes de programació, ja que les carreres dels dos homes s'havien expandit molt des del llançament de Creep, però que tots dos encara estaven desenvolupant activament el projecte. El maig de 2016, Duplass i Brice van anunciar que havien començat les discussions sobre la seqüela. L'agost de 2016, Duplass va revelar que havia començat a provar-se vestuari per a la pel·lícula.
El setembre de 2016, es va anunciar que la producció de la pel·lícula havia començat, Duplass havia tornat, i Desiree Akhavan es va unir al repartiment, i Brice retorna com a director. Creep 2 es va estrenar al L Festival Internacional de Cinema Fantàstic de Catalunya el 6 d'octubre de 2017 i es va estrenar mitjançant vídeo a la carta el 24 d'octubre de 2017. A Rotten Tomatoes, la pel·lícula té una puntuació d'aprovació del 100% basada en 24 ressenyes, amb una valoració mitjana de 7,6/10.
Brice i Duplass van anunciar plans per crear una tercera pel·lícula, titulada Creep 3. El març del 2020, van declarar que tenien dificultats per idear un concepte, ja que volien que la tercera pel·lícula fos "súper inspirada".
El 4 de juny de 2024, Duplass va anunciar The Creep Tapes, una sèrie de mitja hora ambientada en l'univers de la franquícia que cada episodi se centrarà en una víctima diferent de l'assassí en sèrie.